# 44-й бомбардувальний авіаційний полк (Україна)
44-й гвардійський бомбардувальний авіаційний Черкаський ордена Богдана Хмельницького полк (44 гв. БАП, в/ч А4562) — авіаційне з'єднання Повітряних Сил України, що існувало у 1992—2004 роках.

## Історія
Полк був сформований 25 серпня 1941 рокув Липецькому авіаційному навчальному центрі, взяв свій початок від 52 швидкісного бомбардувального полку, що базувався на аеродромі Овруч і брав участь у військових діях з першого дня Німецько-радянської війни. В перші дні війни 52 ШБАП поніс значні втрати і частина льотного та інженерно-технічного складу була направлена в Липецьк для переформування та перенавчання на літак Пе-2. 
За проявлену мужність, героїзм, стійкість і дисциплінованість при проведенні операції з розширення плацдарму на річці Дніпро і знищення танкових угрупуувань і залізничних ешелонів в районі Кіровограду наказом Народного Комісара Оборони СРСР №017 від 5 лютого 1944 року полку було вручено Гвардійський Червоний Прапор. Полк був перейменований в 161 гвардійський БАП.
26 квітня 1945 року Наказом Президіуму Верховної Ради СРСР за великий внесок особового складу в розгром німецько-фашистських загарбників в Україні полк був нагороджений орденом Богдана Хмельницького II ступеня.
З 1953 року льотний та інженерно-технічний склад оволодів трьома поколіннями реактивних літаків: Іл-28, Як-28, Су-24, Су-24М. З 1960 року частина знаходилась в складі Військово-повітряних сил Південної групи військ. 
10 липня 1987 року на аеродром Канатове, з якого на війну в Афганістані вибули дві ескадрильї МіГ-23 190 винищувального авіаційного полку прибув з Угорщини (Південна група військ) 727 гвардійський Черкаський ордена Богдана Хмельницького бомбардувальний авіаційний полк на надзвукових літаках-бомбардувальниках Су-24М. Командир авіаційного полку полковник Корчагін Генадій Михайлович.  
Після перебазування на аеродром Канатове полк брав участь в 1996 році у показових льотно-технічних навчаннях на авіаційному полігоні Києво-Олександрійський під Миколаєвом.
У 1997-1998 роках полк брав участь в командно-штабних навчаннях під керівництвом міністра оборони України «Чумацький шлях», «Чисте небо», «Козацький степ», в першому повітряному параді над аеродромом «Чайка» під Києвом, в командно-штабних навчаннях «Осінь-98» і в міжнародних навчаннях «Сі-Бриз-98».
Наприкінці жовтня 2003 року гарнізон у Канатовому скоротили майже навпіл у результаті загальновійськових реформ. Полк вважався одним з найкращих, мав відмінний аеродром і виграшне географічне розташування.
16 квітня 2004 року останній літак Су-24 покинув аеродром Канатово. Про цю передислокацію останній командир написав статтю «Крайний полет на "памятнике"» в якій описав деталі та труднощі. 
З 30 бомбардувальників Су-24М приблизно 10-12 літаків були включені до складу 7-го БАП у Старокостянтинові, а решта передані на бази зберігання авіатехніки в Миколаєві, Білій Церкві, Луцьку.

## Командири
- Корчагін Генадій Михайлович -1988;
- Нідзій Микола Андрійович 1988-;
- Веселий Володимир Васильович 1994-1995;
- Ситник Олексій Борисович 1995-2001;
- Жибров Олександр Володимирович 2001-2004.